# Ypypuera
Ypypuera es un género de arañas araneomorfas de la familia Hersiliidae. Se encuentra en Sudamérica.

## Lista de especies
Según The World Spider Catalog 12.0:
- Ypypuera crucifera (Vellard, 1924)
- Ypypuera esquisita Rheims & Brescovit, 2004
- Ypypuera vittata (Simon, 1887)